# 애비 풀링

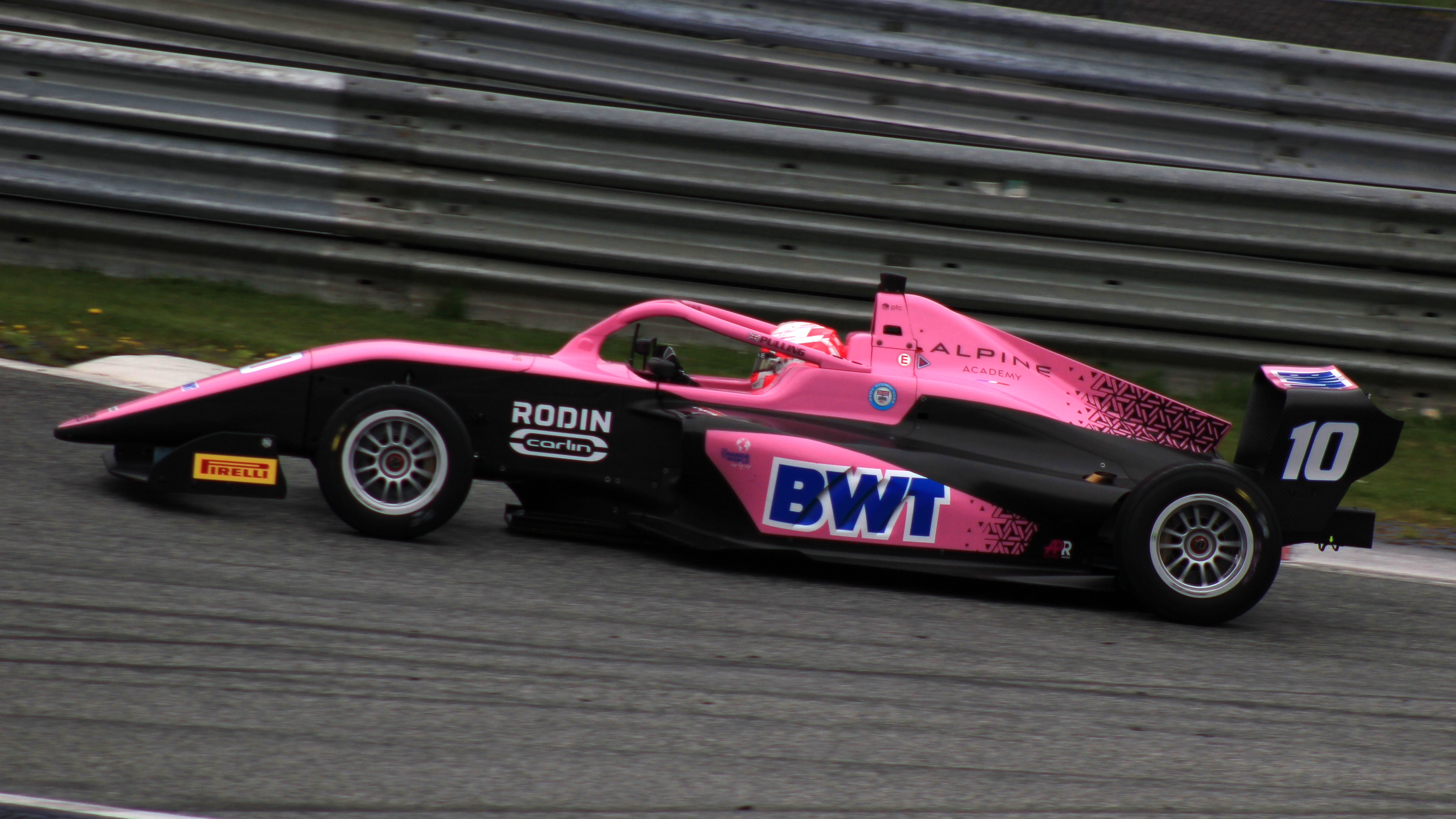
2023년 F1 아카데미에서의 주행

애비 조 풀링(Abbi Jo Pulling, 2003년 3월 21일 ~ )은 영국의 자동차 경주 선수이다. 로댕 모터스포트 소속으로 F1 아카데미와 영국 포뮬러 4에 출전하고 있으며, 알핀 아카데미 프로그램에 소속되어 있다. 2024년 브랜즈 해치에서 열린 영국 포뮬러 4 레이스 5에서 우승하면서 영국 포뮬러 4 시리즈에서 우승한 최초의 여성 드라이버가 되었으며, 2024년 F1 아카데미 드라이버 챔피언십을 달성했다.